# Ernst Pauer

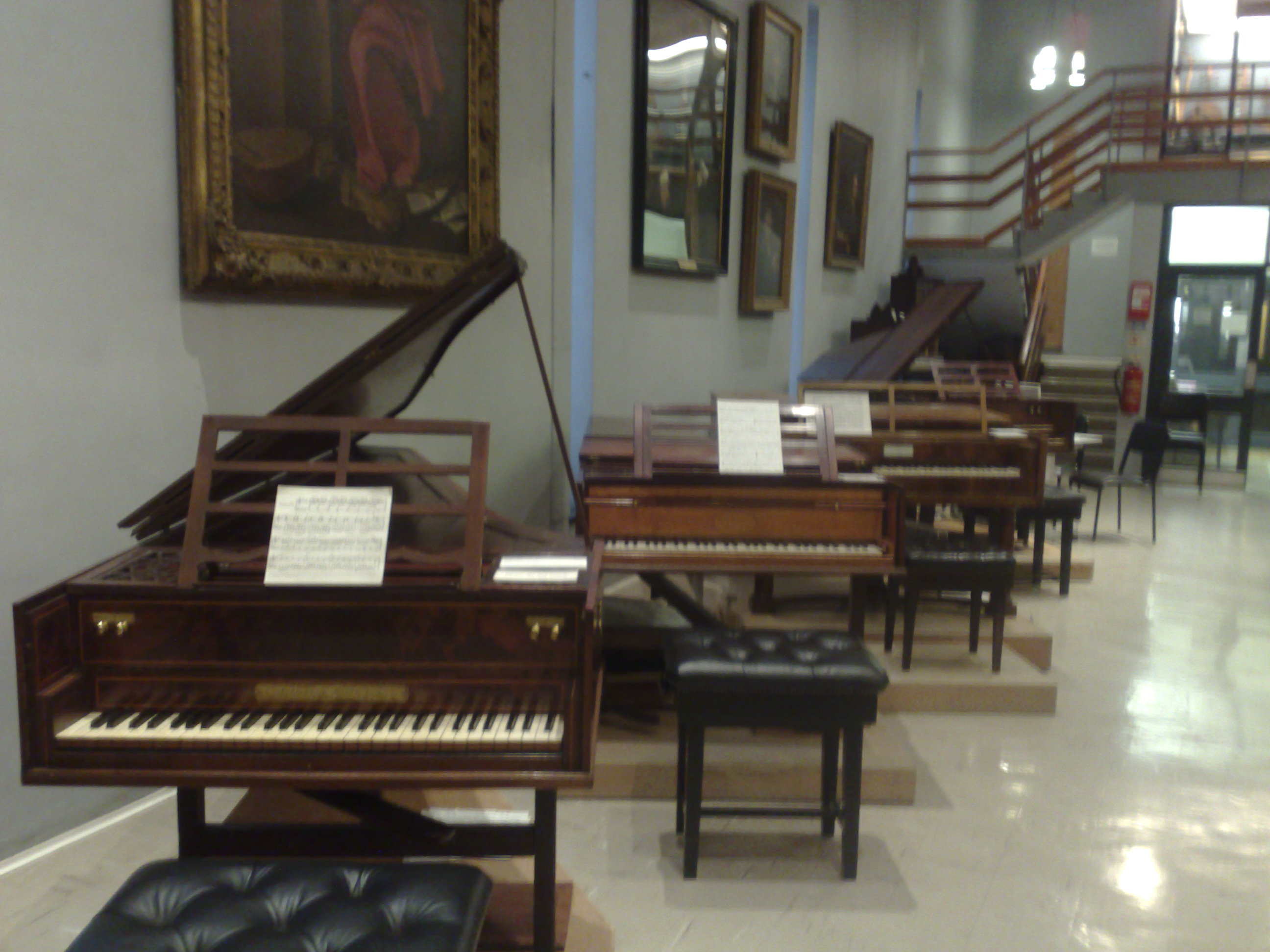
Historyczne fortepiany i klawesyny. Muzeum muzyki w Royal Colledge of Music w Londynie

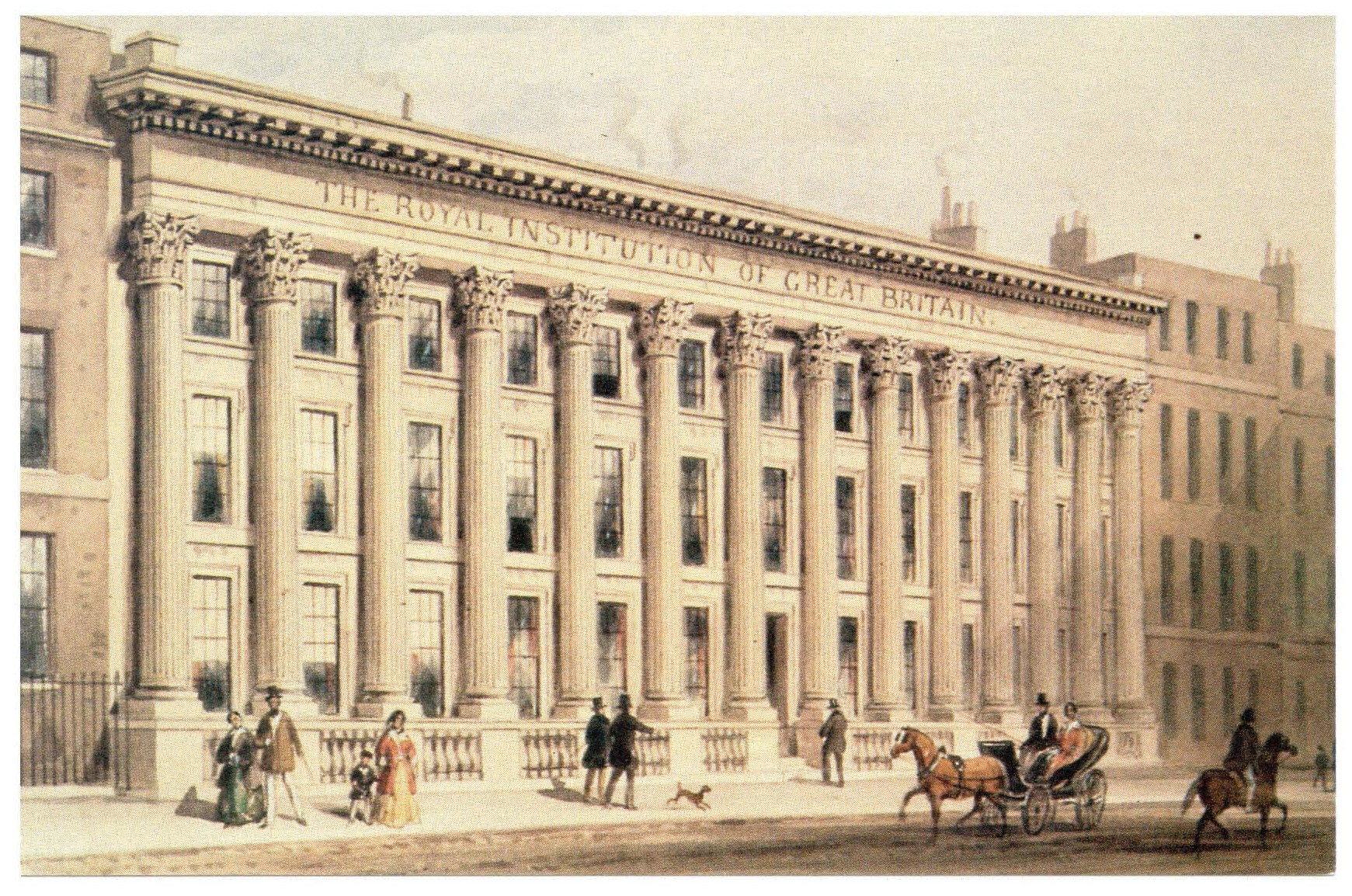
Royal Institution of Great Britain w Londynie, pędzla Thomasa H. Shepherda, ok. 1838

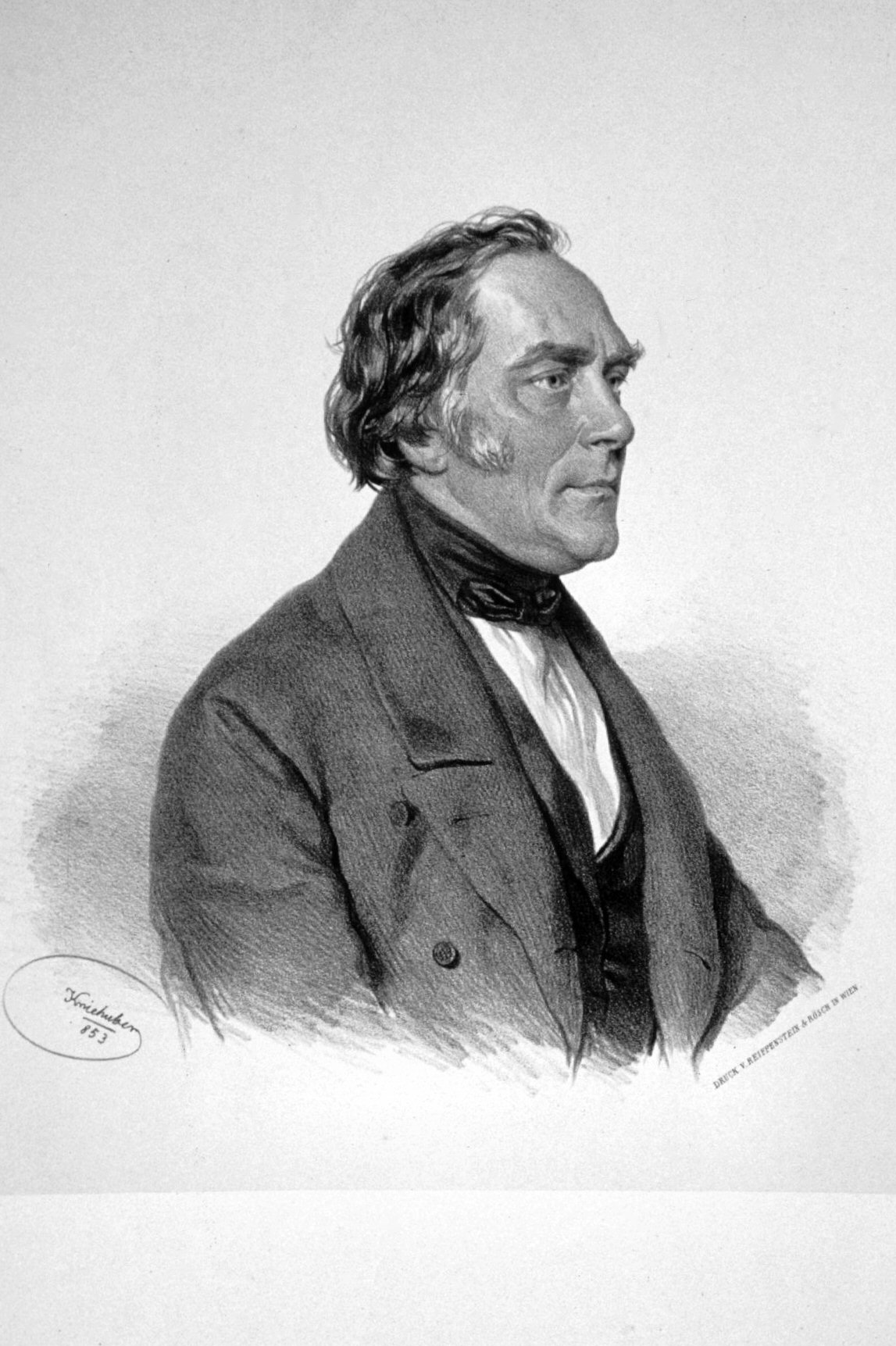
Ernst Pauer (1791–1861), ojciec Ernsta Pauera, pianisty. Litografia Josefa Kriehubera, 1853

Ernst Pauer (ur. 21 grudnia 1826 w Wiedniu, zm. 5 maja 1905 w Jugenheim, w pobliżu Darmstadt) – austriacki pianista, kompozytor i pedagog.

## Życiorys
Urodził się w Wiedniu, w rodzinie z muzycznymi tradycjami. Jego matka, z domu Streicher, pochodziła ze znanej rodziny budowniczych fortepianów, ściśle związanej z Beethovenem .
Pierwszym jego nauczycielem gry na fortepianie był Theodor Dirzka. W latach 1939–1844 był uczniem F.X.W. Mozarta (starszego syna Mozarta). Równocześnie studiował harmonię i kontrapunkt u Simona Sechtera w Konserwatorium Wiedeńskim (1939–1844), a następnie orkiestrację i kompozycję u Franza Lachnera w Monachium (1845–1847) .

### Działalność artystyczna
W 1847 został dyrektorem stowarzyszeń muzycznych w Moguncji. Działał tam do 1851 jako dyrygent i kompozytor muzyki scenicznej . Otrzymał też zamówienie od muzycznej firmy wydawniczej Schott Music na dwie opery:  Don Riego (1849) i Die rothe Maske (1850), których premiery miały miejsce w Moguncji i w Mannheim .
Jego debut pianistyczny odbył się 23 czerwca 1851 w londyńskim Royal Philharmonic Society, podczas którego wykonał II Koncert fortepianowy a-moll, op. 85 Hummla . Po tym sukcesie zdecydował się kontynuować karierę w Anglii, choć nie zerwał dotychczasowych kontaktów, koncertował za granicą, z od czasu do czasu wracał do Niemiec. W 1866 został mianowany nadwornym pianistą Cesarstwa Austrii .
Jego dorobek kompozytorski obejmuje trzy opery, symfonię, kwartety, kwintety, pieśni i utwory na fortepian historyczny .

### Działalność pedagogiczna i popularyzatorska
W 1859 objął po Ciprianim Potterze profesurę w klasie fortepianu w Królewskiej Akademii Muzycznej. Pozostał na tym stanowisko do 1864 . Był profesorem fortepianu w londyńskiej National Training School for Music od jej założenia w 1876, a następnie, po jej przekształceniu w 1883 w Royal College of Music został głównym wykładowcą, specjalizującym się w fortepianach historycznych.
W 1861 dał cykl sześciu koncertów ilustrujących powstawanie i rozwój muzyki fortepianowej wykonywanej na fortepianach historycznych, w ujęciu chronologicznym, od ok. 1600 do czasów mu współczesnych. Podobne koncerty, ale z innym programem, powtórzył w latach 1862, 1863 i 1867 .
W 1870 Pauer rozpoczął nową fazę swojej aktywności zawodowej. Stał się popularyzatorem wiedzy dotyczącej historii muzyki klawiszowej, historii oratorum, muzyki (jemu) współczesnej, praktyki pedagogicznej w nauczaniu muzyki i wielu pokrewnych tematów. Jego odczyty odbywały się w Royal Institution of Great Britain, w Muzeum Wiktorii i Alberta i wielu innych prestiżowych lokalizacjach na terenie Wielkiej Brytanii i Irlandii .

### Działalność edytorska
Jego aktywność popularyzatorska miała także aspekt edytorski. Jako redaktor, Pauer przygotowywał atrakcyjne i niedrogie wydania nutowe utworów na instrumenty klawiszowe z XVII i XVIII w., w tym angielskich wirginalistów i klawesynistów, 18 zeszytów Alte Klaviermusik, 3 tomy Alte Meister, 2 tomy Alte Tänze, wielotomowe wydania popularnych utworów kompozytorów włoskich i francuskich itd. Wydawał też własne wyciągi fortepianowe symfonii Beethovena i Schumanna, redagował wiele dziewiętnastowiecznych utworów fortepianowych i wokalnych, m.in. sonatiny Clementiego, pieśni Mendelssohna, pieśni Schuberta w transkrypcji Liszta.

### Życie prywatne
Jego ojciec, Ernst Pauer (1791–1861), był głównym pastorem kościoła luterańskiego, dyrektorem seminarium teologicznego w Wiedniu i superintendentem generalnym kościołów luterańskich w Cesarstwie Austrii .
Jego żona Andreae pochodziła z Frankfurtu. Była kontralcistką i doskonałym muzykiem. Wniosła duży wkład w działalność London Bach Choir .
Ich syn, Max von Pauer (1866–1945), był również odnoszącym sukcesy pianistą, a ponadto dyrektorem różnych konserwatoriów w Niemczech.
W 1896, w wieku 70 lat, Ernst Pauer przeszedł na emeryturę i osiadł w niemieckim Jugenheim, w pobliżu Darmstadt.

## Wybrane publikacje

### Wydawnictwa książkowe
- The elements of the beautiful in music. London, Novello, 1876
- The art of pianoforte playing. London, Novello, Ewer and Co., 1877
- Musical forms. London, New York, Novello and Co., H.W. Gray Co, 1878
- The birthday book of musicians and composers. London, Edinburgh Forsyth Bros., 1881
- A dictionary of pianists and composers for the pianoforte. With an appendix of manufacturers of the instrument. London, Novello, Ewer & Co.'s Music Primers, etc. No. 46, 1895
- The Culture of the Left Hand. A Collection of useful and practical [P. F.] Exercises and Studies for giving strength, firmness, independence and suppleness to the left hand. Selected, fingered, revised and edited by E. Pauer, etc. London, Augener, 1907

### Wydawnictwa nutowe
- Alte Claviermusik in chronologischer Folge neu hrsg. und mit Vortragszeichen vers. von E. Pauer. Leipzig, Senff, o. J.
- Alte Meister. Sammlung werthvoller Klavierstücke des 17. und 18. Jahrhunderts. Leipzig, Breitkopf und Härtel, o. J., 3 Bände
- R. Schumann's vocal album. London, Augener, o. D.
- The piano works of F. Mendelssohn-Bartholdy edited by E. Pauer. London, Augener, 1865–1873
- Recollections of Meyerbeer. Six transcriptions for the Pianoforte. London, 1867
- Die Winterreise. 24 Songs with pianoforte accompaniment. Edited by E. Pauer. Eng. & Ger. Offenbach s./M, Chez Jean André, 1871
- Das wohltemperierte Klavier. 48 preludes and fugues by J.S. Bach. 1874
- 50 harpsichord lessons selected, revised and fingered by E. Pauer. 1877
- The complete Piano works of W. A. Mozart, edited by E. Pauer. 1874
- The complete Piano Works by F. Schubert, edited by E. Pauer. London, Augener, 1874
- Mendelssohn-Bartholdy. Complete works for Pianoforte and Orchestra with a compressed score of the Orchestral accompaniments to be used on a second Pianoforte. Arranged and revised by E. Pauer. London, 1879
- The piano works of Robert Schumann, edited by E. Pauer. 1879 (?)
- Complete Pianoforte solo works [by Haydn, Joseph]. Edited by E. Pauer. London, 1879
- The Children's Beethoven. Short pieces for the Pianoforte revised by E. Pauer. London, Augener, 1879
- Old English Composers for the Virginals & Harpsichord. A collection of preludes, galliards, pavanes, grounds, chaconnes, suites, overtures, sonatas, etc. etc. selected from the works of William Byrde, Dr. John Bull, Orlando Gibbons, Dr. John Blow, Henry Purcell and Dr. Thomas Augustine Arne. Revised & edited by E. Pauer. With biographical notices by W. A. Barrett, etc. 1879
- The complete piano solo works by C. M. von Weber, edited by E. Pauer. London, Augener, 1879
- Transcriptions for the Pianoforte by F. Liszt. Revised by E. Pauer, 1880
- Schulhoff-Album. Favorite Pianoforte Pieces. Edited by E. Pauer. London, Augener & Co, 1882–1878
- Complete Piano Works of L. van Beethoven. Edited by Ernst Pauer. London, Augener & Co., 1865–1873
- 50 Special and Preparatory Studies for the pianoforte intended as an assistance to a thoroughly artistic performance of Beethoven's Sonatas. London, Augener & Co, 1895
- Zemiroth Israel, traditional Hebrew melodies chanted in the synagogue and the home edited, harmonized and arranged for the pianoforte by Ernst Pauer; with an explanatory preface by Francis L. Cohen. London, Augener, 1896
- The complete dances by L. van Beethoven, edited, revised and partly arranged for the pianoforte by E. Pauer. London, Augener & Co., ca. 1892
- Alte Tänze. Samml. d. berühmtesten dt., franz. u. ital. Gavotten; für Pianoforte ausgew., theilw. einger. u. durchges. von E. Pauer. Leipzig, Breitkopf und Härtel, 1910